# 石黒憲彦
石黒 憲彦（いしぐろ のりひこ、1957年5月3日 - ）は、日本の経産官僚。第14代独立行政法人日本貿易振興機構理事長。経済産業審議官を最後に退官し日本電気副社長等を歴任。

## 人物
情報政策企画室長時代から新規事業法を発展させた1998年11月の新事業創出促進法成立に関わり、新規産業課長時代の1999年に新事業創出促進法に「新事業分野開拓」章（2000年3月施行）を新たに設けたように、主にIT革命時代におけるベンチャー企業・中小企業振興の政策に携わってきた。
とりわけ「官（国・政府）による」ベンチャー支援については、これまで初期投資が軽く、金利負担のかからないサービス系・流通系の「模倣型」である、官によるベンチャー支援の必要性の乏しかった「ニッチベンチャー」が圧倒的であったこと、またベンチャーの起業に不向きであった銀行や信用金庫、信用組合による間接金融に頼らざるを得なかったことを挙げ、先行投資としての研究開発費が大きく、技術が事業化するまでに長期間を要する独自技術をもつベンチャーの育成には、国による環境・資金支援が不可欠だと述べて、実際に政府・経産省が執り行ってきた支援措置・環境整備に即した一般的な言説を著している。

## 略歴
- 東京都立上野高等学校卒業
- 1980年 東京大学法学部卒業後、通商産業省入省(大臣官房総務課)[1]
- 1982年 通産省機械情報産業局電子政策課
- 1985年 ジェトロ研修生(スタンフォード大学アジア太平洋センター留学)[2]
- 1986年 通産省産業政策局サービス産業室課長補佐
- 1988年 宮城県商工労働部工業振興課長
- 1990年 資源エネルギー庁長官官房総務課[1]
- 1992年 通産省法令審査委員会座長（大臣官房総務課筆頭課長補佐）
- 1994年 通産省機械情報産業局電子政策課情報政策企画室長[1]
電子商取引実証推進協議会（コンソーシアム）を設立し、これまでその必要性を唱えていた情報産業業界だけではなく、その他業界などによる民間主導、ユーザー主導の電子商取引実証実験を推進。
- 1996年 ジェトロニューヨークセンター産業調査員
- 1999年 通産省産業政策局新規産業課長
新事業創出促進法改正（中小企業挑戦支援法）などに携わる。
- 2001年 経産省経済産業政策局産業構造課長
産業活力再生特別措置法改正などに携わる
- 2002年 経済産業政策局産業再生課長兼新規産業室長
- 2003年 大臣官房総務課長
- 2006年7月 大臣官房審議官（製造産業局担当）
- 2007年7月 大臣官房政策評価審議官
- 2008年7月 大臣官房審議官（経済産業政策局担当）
- 2009年 大臣官房審議官（経済産業政策局、地域経済再生担当）
- 2009年7月 商務情報政策局長
その他、立教大学大学院ビジネスデザイン研究科特任教授
- 2011年8月 経済産業政策局長
- 2013年6月 経済産業審議官
- 2015年7月 退官
- 2015年11月 東京海上日動火災保険株式会社顧問[3]
- 2016年10月 日本電気株式会社執行役員副社長[4]
- 2018年10月 日本電気取締役執行役員副社長
- 2023年4月1日、独立行政法人日本貿易振興機構理事長に就任[5]

## 入省同期
- 立岡恒良（経済産業事務次官／三菱商事取締役）
- 上田隆之（経済産業審議官、資源エネルギー庁長官／INPEX代表取締役社長）
- 佐藤樹一郎（経済産業研究所副所長、中小企業庁次長、日本貿易振興機構ニューヨーク事務所長／大分県知事）
- 永塚 誠一（商務情報政策局長、近畿経済産業局長／日本自動車工業会副会長・専務理事、三菱ふそうトラック・バス 代表取締役会長）
- 浜田昌良（生物化学産業課長／参議院議員、復興副大臣）
- 眞鍋隆（経済産業研究所長／産業技術総合研究所理事、カケンテストセンター理事長）
- 赤津光一郎（東北経済産業局長／貿易研修センター専務理事、日本機械輸出組合専務理事）
- 杉田定大（中国経済産業局長、大臣官房審議官（貿易経済協力局担当）／日中経済協会専務理事、日興証券顧問）
- 長尾尚人（中部経済産業局長／日本政策投資銀行常務執行役員、電子情報技術産業協会代表理事・専務理事）
- 後藤芳一（大臣官房審議官（製造産業局担当）／大阪大学大学院教授、東京大学大学院教授、機械振興協会副会長・技術研究所長）
- 今清水浩介（欧州中東アフリカ課長、日本貿易振興機構ジャカルタセンター長／情報処理推進機構理事、日本航空宇宙工業会専務理事、幕張メッセ代表取締役社長）
- 津上俊哉（公正貿易推進室長、在中国日本大使館参事官、北東アジア課長／日本国際問題研究所 客員研究員）
- 清川寛（立地環境整備課長、経済産業研究所上席研究員／国際超電導産業技術研究センター専務理事）
- 古賀茂明（古賀茂明政策ラボ代表）
- 西山英彦（矢崎ブラジル有限会社副社長、経済産業省通商政策局審議官、環境省福島除染推進チーム次長）

## 著書
- 『産業再生への戦略―現状・政策・関連法制度』（東洋経済新報社、2003年）
- 『ベンチャー支援政策ガイド―詳解・新事業創出促進法改正』（日経BP社、2000年）
- 『日本の競争優位とは何か - 情報生活革命で再来する黄金の10年』（ PHP研究所、2000年）
- （田坂広志、石黒憲彦 共著）『日本型IT革命 新たな戦略』（PHP研究所、2000年）
- 『日本10年後への戦略』（日本経済新聞社、1999年）
- 『電子商取引 - 日本再生の条件』（日刊工業新聞社、1996年）
- （奥田耕士、石黒憲彦共著）『CALS - 米国情報ネットワークの脅威』（日刊工業新聞社、1995年）